# Neferchau
Neferchau war ein altägyptischer Beamter der 18. Dynastie. Er diente unter Thutmosis III. als Oberster der Medjai (Wüstenpolizei). Er war mit einer Frau namens Ruiresti verheiratet und hatte einen Sohn, der ebenfalls bei den Medjaiu diente. Bekannte Denkmäler des Neferchau sind ein Felsschrein in Gebel el-Silsile und eine Stele, die sich heute im Museum der Bildenden Künste in Budapest befindet. Auf der Stele wird er mit einer Trage über der Schulter gezeigt, an der Wüstenwild hängt. Der Darstellung zufolge war die Wüstenpolizei nicht nur mit militärischen und polizeilichen Aufgaben betraut, sondern daneben auch als Jäger tätig.
Sein Grab konnte bisher nicht identifiziert werden, befindet sich jedoch vermutlich in Theben, da dort ein Grabkegel des Neferchau gefunden wurde.